# El Catllar
El Catllar (nome oficial) ou simplesmente Catllar é um município da Espanha, na comarca do Tarragonès, província de Tarragona, comunidade autónoma da Catalunha. Tem 26,43 km² de área e em 2021 tinha 4 740 habitantes (densidade: 179,3 hab./km²). Limita com os municípios de Tarragona, La Secuita, Renau, Vespella de Gaià, La Riera de Gaià, Els Pallaresos e La Nou de Gaià.